# Óscar Plano
Óscar Plano Pedreño (Madrid, 11 febbraio 1991) è un calciatore spagnolo, attaccante del Leganés.

## Caratteristiche tecniche
È un'ala mancina.

## Carriera
È cresciuto nelle giovanili del Real Madrid, con cui ha fatto la trafila delle giovanili senza riuscire ad esordire in prima squadra.
Nel 2013 passa in prestito all'Alcorcón, che al termine della stagione lo acquista a titolo definitivo.
Nel 2017 dopo 4 stagioni fra le file del club madrileno viene acquistato dal Real Valladolid.